# Elionurus royleanus
Elionurus royleanus är en gräsart som beskrevs av Christian Gottfried Daniel Nees von Esenbeck och Achille Richard. Elionurus royleanus ingår i släktet Elionurus och familjen gräs. Inga underarter finns listade i Catalogue of Life.